# Помпейська ікона Божої Матері

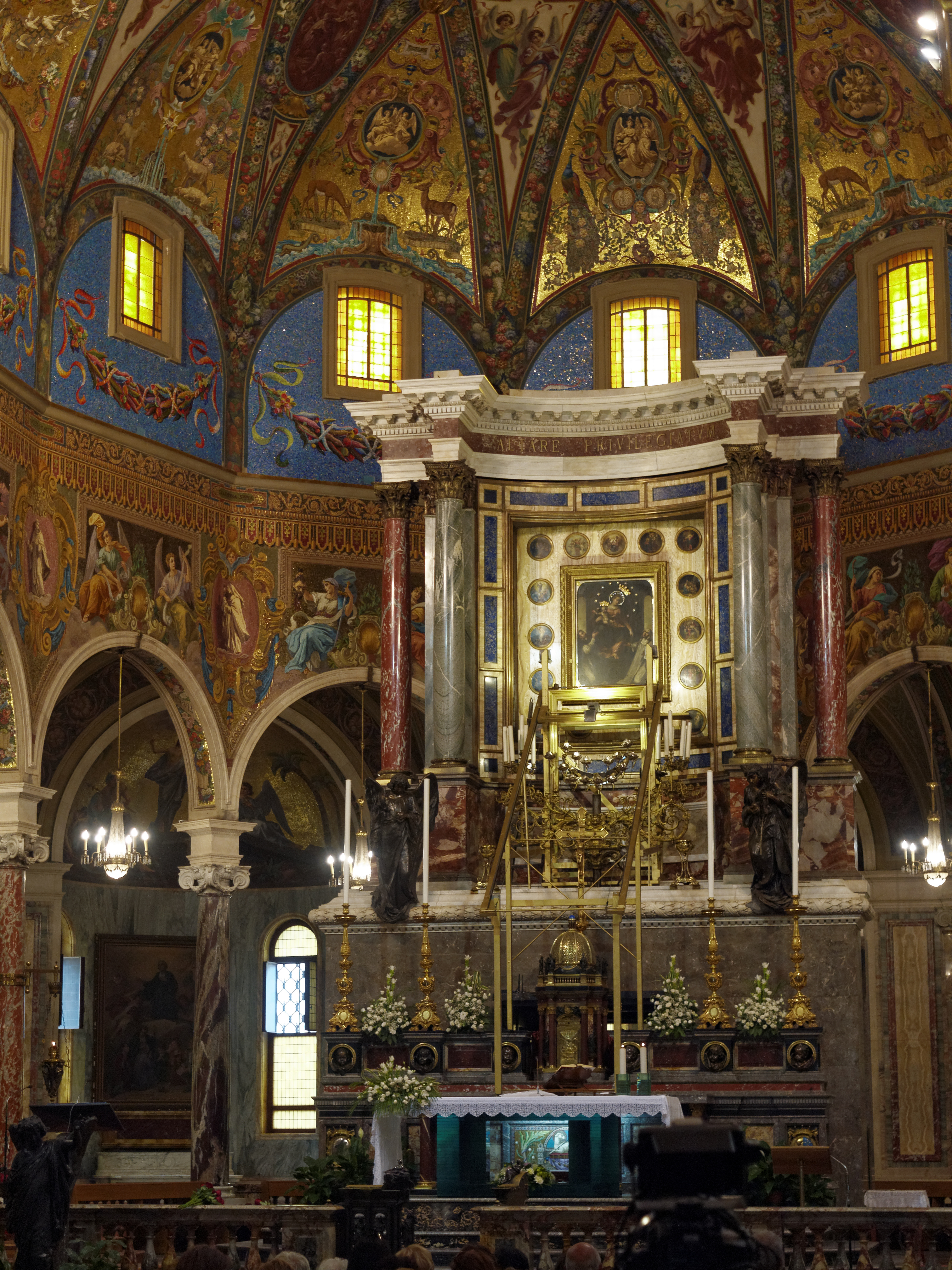
Вівтар головної базиліки в Помпеях з образом Пресвятої Богородиці Помпейської

Помпейська ікона Божої Матері — образ, розташований в головному вівтарі Помпейської базиліки в Італії.

## Опис образу
На іконі зображена Богородиця, яка сидить на престолі з Немовлям Ісусом на колінах. Біля Її ніг, ліворуч, стоїть на колінах св. Домінік, а праворуч св. Катерина Сієнська. Марія тримає Дитя правою рукою і дає вервицю святій Катерині. Дитина дає вервицю святому Домініку. Навколо голови Богородиці є німб з 12 зірок.

## Історія образу
Відома історія ікони починається у XIX столітті. У 1875 році Бартоло Лонґо вирушив до Неаполя з наміром придбати образ Пресвятої Богородиці Вервиці для жителів Помпейської долини, де на той час проходили місії. Зрештою, він придбав стару ікону від черниці сестри Марії Кончетти де Літалла, яку вона, своєю чергою, раніше отримала від домініканського батька Альберта Раденте, який купив її у продавця за дуже низькою ціною. Ікона Лонґо не сподобалася — вона була пошкоджена, потріскалася і була вся в дірах, фарба подекуди обсипалася, а у верхній частині картини був відсутній фрагмент полотна. Більше того, він не був задоволений композицією образу, і, крім того, на думку Лонґо, обличчя були не дуже симпатичними. Однак, піддавшись умовлянням черниці, він вирішив забрати образ із собою. Ікона була настільки великою (120 см заввишки та 1 м завширшки), що не помістилася у купе поїзда. Тому її запакували та перевезли у візку. Вона прибула до Помпеїв 13 листопада 1875 року.
Картина кілька разів реставрувалася. Полотно було проклеєно та укріплено. Більше того, спочатку на картині була зображена свята Роза Лімська, яка на прохання Бартоло Лонґо була переписана як свята Катерина Сієнська. Її спробували відновити, і вона була поміщена до церкви 13 лютого 1876 року, в день заснування тамтешнього Братства Святого Розарію. В 1880 відомий італійський художник Федеріко Мадлареллі запропонував відновити ікону. Вона була остаточно відновлена ватиканськими художниками у 1965 році. Реконструкції проводилися у 1876, 1879 та 1965 роках.
Бартоло Лонґо склав «Дев'ятницю прохання» в липні 1879 року, випробувавши її на собі, коли він хворів на черевний тиф. Текст був натхненний щоденним баченням чудотворного образу Пресвятої Богородиці Помпейської, якому дев'ятниця була вперше присвячена у Помпеях.
Повна молитва складається з щоденної вимови не менше трьох декад (трьох Святих Таїнств) Вервиці щодня з наступною Новеною. Вона триває 54 дні без перерви.
Картина була коронована в 1887 легатом папи Лева XIII і повторно коронована після реставрації 23 квітня 1963 Павлом VI.
У листопаді 2024 року Папа Франциск написав листа, присвяченого 150-річчю прибуття ікони до Помпеїв в 1875 році. Лист викликав відгуки у всіх основних католицьких службах новин світу.
Щороку урочисто відзначається 13 листопада — день прибуття картини до Помпеїв.